# Urosigalphus hondurensis
Urosigalphus hondurensis är en stekelart som beskrevs av Gibson 1972. Urosigalphus hondurensis ingår i släktet Urosigalphus och familjen bracksteklar. Inga underarter finns listade i Catalogue of Life.